# Murina ryukyuana
Murina ryukyuana (Maeda & Matsumura, 1998) è un pipistrello della famiglia dei Vespertilionidi endemico delle Isole Ryukyu.

## Descrizione

### Dimensioni
Pipistrello di piccole dimensioni, con la lunghezza della testa e del corpo tra 47 e 52 mm, la lunghezza dell'avambraccio tra 35,5 e 37 mm, la lunghezza della coda tra 37 e 45 mm, la lunghezza del piede tra 10,5 e 11 mm e la lunghezza delle orecchie tra 18 e 19 mm.

### Aspetto
La pelliccia è lunga, setosa ed eretta. Il colore generale del corpo è marrone con la base dei peli più scura. Le narici sono tubulari e prominenti. Le orecchie sono ovali, con la punta arrotondata. Il trago è lungo più della metà del padiglione auricolare, affusolato, con i bordi diritti e con l'estremità arrotondata piegata in avanti. Le ali sono attaccate posteriormente alla seconda falange del primo dito. L'estremità della lunga coda si estende leggermente oltre l'ampio uropatagio.

## Biologia

### Comportamento
Si rifugia all'interno di cavità degli alberi.

### Alimentazione
Si nutre di insetti.

## Distribuzione e habitat
Questa specie è conosciuta soltanto in tre delle Isole Ryukyu: Okinawa, Tokunoshima e Amami Ōshima.
Vive nelle foreste mature.

## Conservazione
La IUCN Red List, considerato la deforestazione in atto sulle tre isole dove è presente, classifica M.ryukyuana come specie in pericolo di estinzione (Endangered).